# Бурсикон
Бурсикон (від грец. bursikos, що означає дублення) — це гормон комах, який забезпечує дублення (затвердіння) кутикули дорослих мух.

## Структура
Молекулярна структура гормону була охарактеризована відносно недавно. Бурсикон — нейрогормон, гетеродимерний білок масою 30 кДа, який кодується геном CG13419 і складається з двох субодиниць цистеїнового вузла — Burs-α і Burs-β. Він не піддається діалізу і втрачає свою активність у спирті, ацетоні, трихлорацетаті та під дією деяких протеаз, ренатурує після додавання сульфату амонію.

## Функція
Бурсикон відіграє дуже важливу роль у розкриванні крил комах під час останнього етапу метаморфозу, коли відбувається дозрівання крил. У цей час новонароджена особина видаляє відмерлі клітини личинкових тканин. У мух Drosophila та Lucilia cuprina епідерміс крил відшаровується внаслідок значного апоптозу, коли клітини гинуть під час розправлення крил.
Клітини, які загинули, видаляються з кутикули крил і через вени крил всмоктуються в грудну порожнину. Подальше дозрівання крил порушується, якщо процес загибелі клітин гальмується або якимось чином затримується.
Бурсикон вивільняється одразу після вилуплення з лялечки та спричинює загибель клітин епідермісу. У той же час він прискорює реакцію засмагання та зміцнює щойно розширену кутикулу крила за рахунок збільшення проникності клітинних мембран для дофаміну та тирозину та активізації тирозинази.

## Поширення пептиду серед комах
Бурсикон присутній у різних комах і вважається неспецифічним. Він виробляється серединними нейросекреторними клітинами головного мозку, циркулює в крові та зберігається в corpora cardiaca.
Структура білка була добре досліджена у плодової мухиDrosophila melanogaster, а у деяких видів комах секвенували ген бурсикону, зокрема у комарів (Anopheles gambiae), цвіркунів (Gryllus bimaculatus), сарани (Locusta migratoria) і борошняного хрущака (Tenebrio molitor).
Гормон також присутній у шовкопряда (Bombyx mori), падальної мухи (Calliphora erythrocephala) і американського таргана (Periplaneta americana).

## Ефект відсутності
По-перше, мутанти Drosophila melanogaster, у яких відсутній ген бурсикону, не можуть розправити крила після вилуплення з лялечки. По-друге, подовжена форма черевця мухи, що тільки-но вилупилася, зберігається набагато довше. Крім того, черевце мухи менш меланізоване.
За допомогою гібридизації та імуноцитохімії було показано, що бурсикон локалізується разом із кардіоактивним пептидом ракоподібних (КАПР). КАПР відповідає за активацію моторної програми линяння (екдизису). Мухи-мутанти, які мали дефект нейронів КАПР, також не могли експресувати бурсикон.